# Ottergem
Ottergem est une section de la commune belge d'Erpe-Mere dans le Denderstreek sur le Molenbeek située en Région flamande dans la province de Flandre-Orientale. C'était une commune à part entière avant la fusion des communes de 1977.

## Démographie

### Évolution démographique

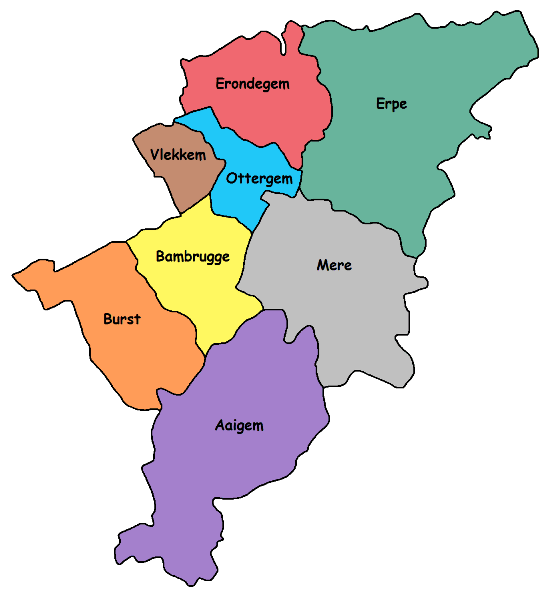
Localisation de Ottergem dans Erpe-Mere

- Sources : INS, Rem. : 1831 jusqu'en 1970 = recensements, 1976 = nombre d'habitants au 31 décembre[2].

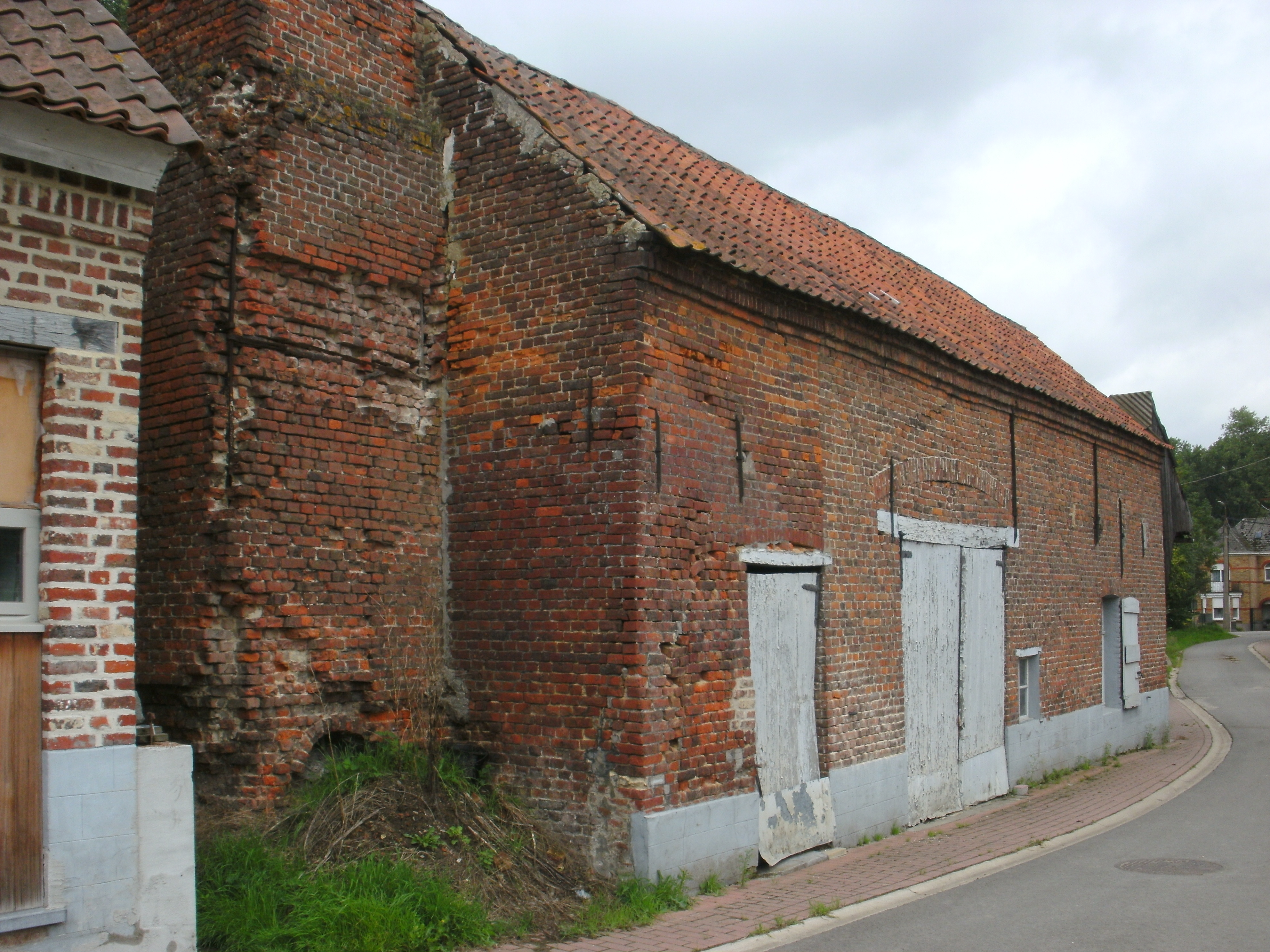
Vue de face de la De Watermeulen à Ottergem
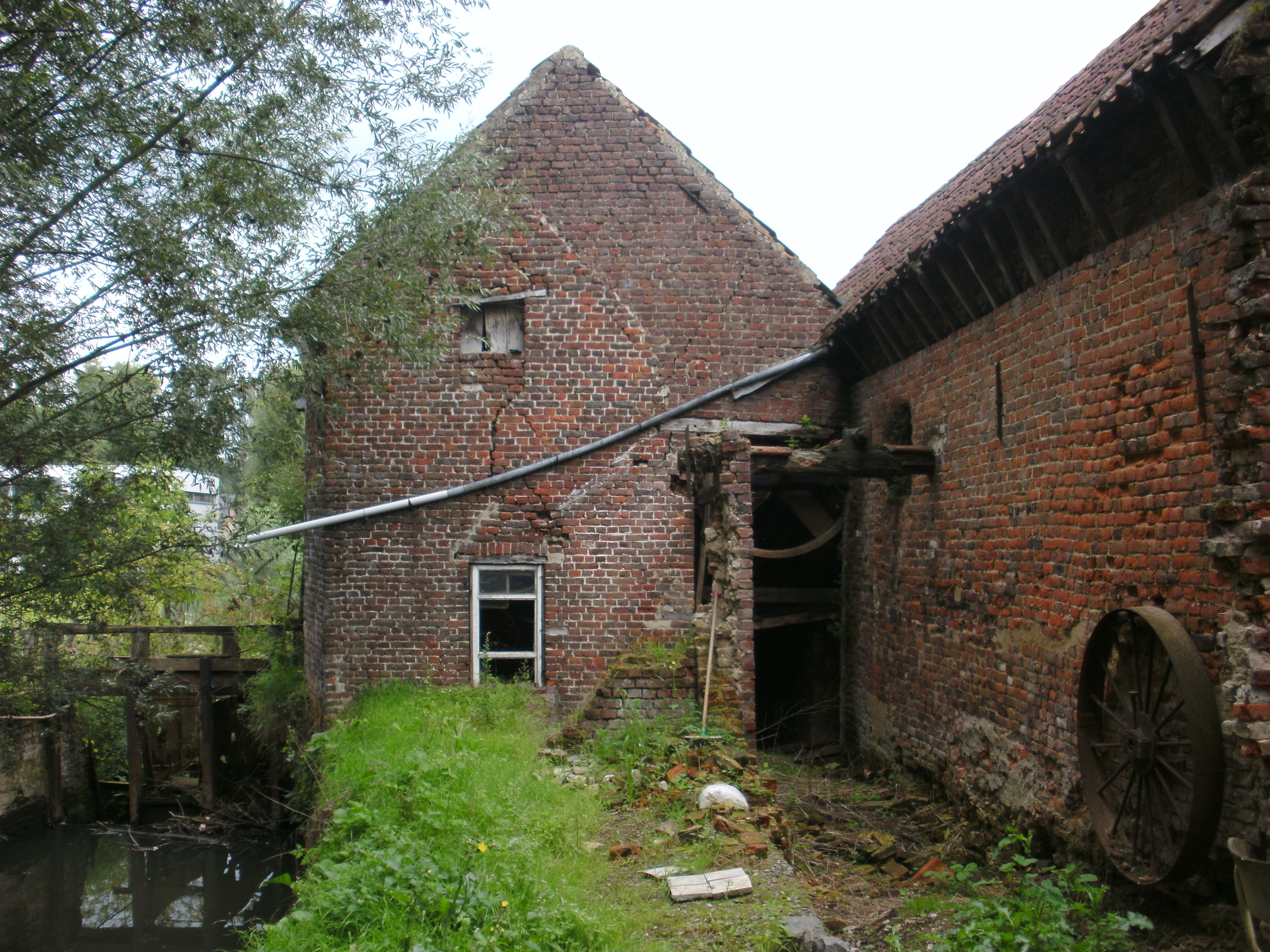
Vue de derrière de la De Watermeulen à Ottergem
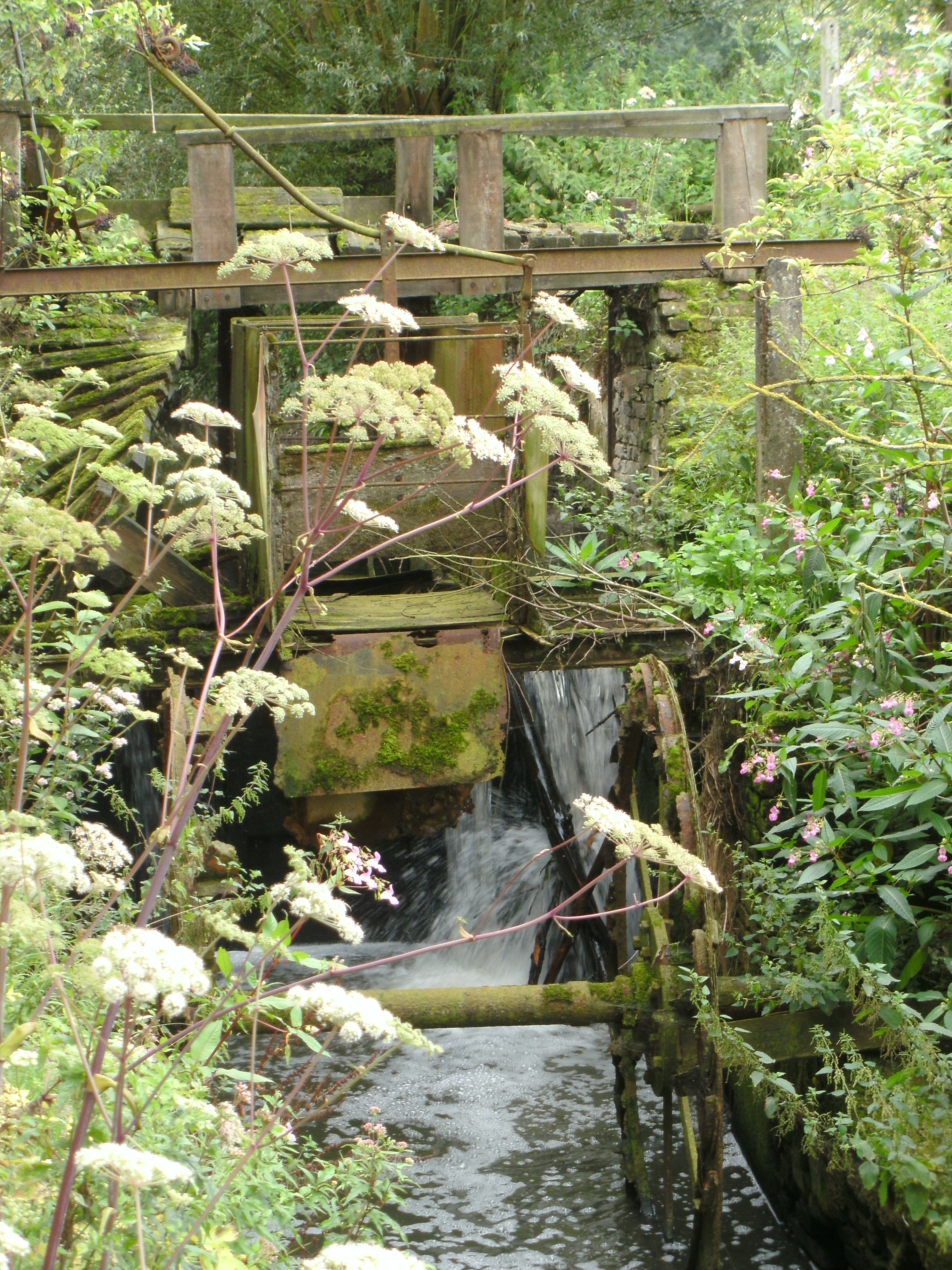
La roue de moulin de la De Watermeulen à Ottergem
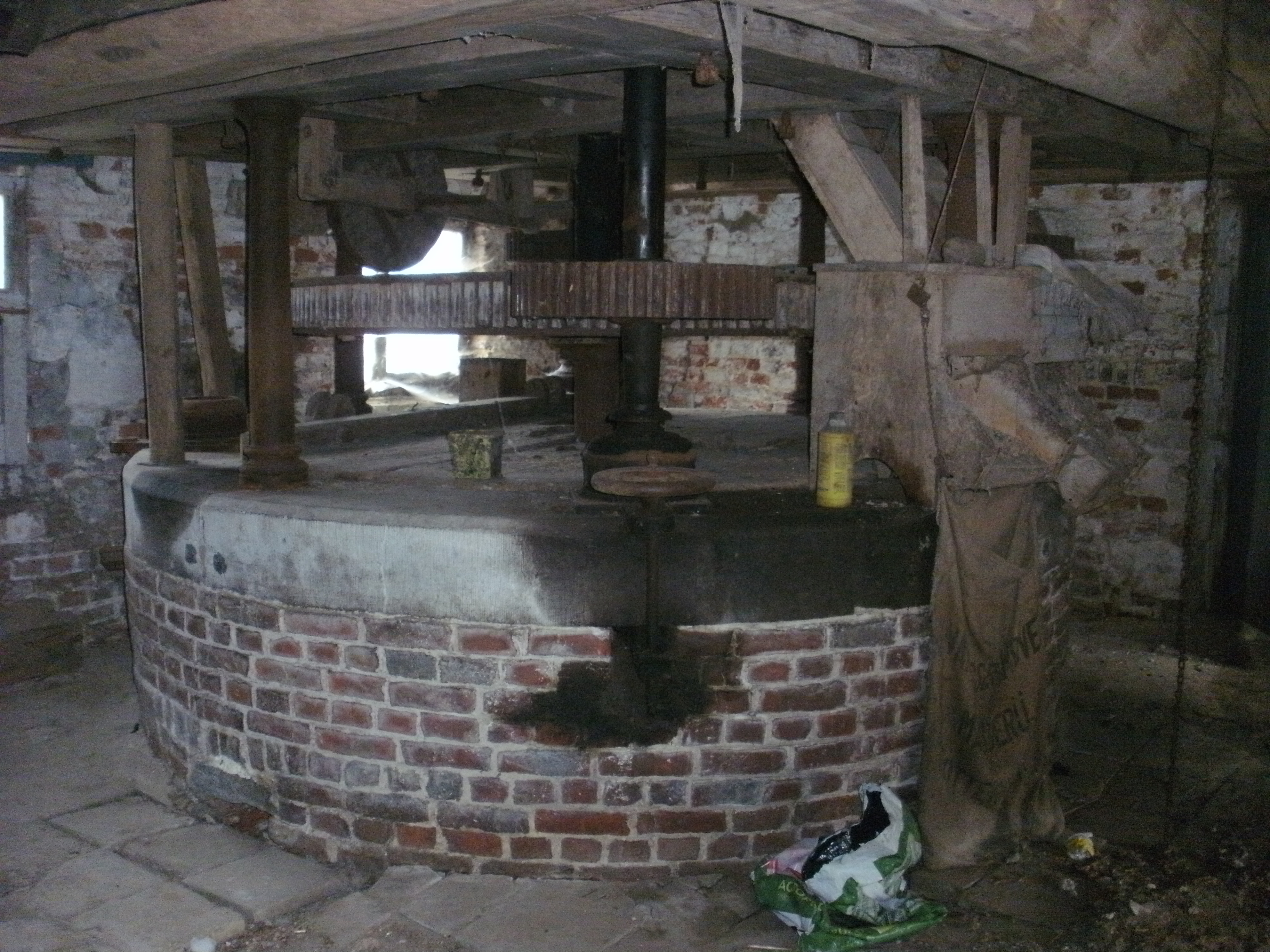
La De Watermeulen à l’intérieur à Ottergem
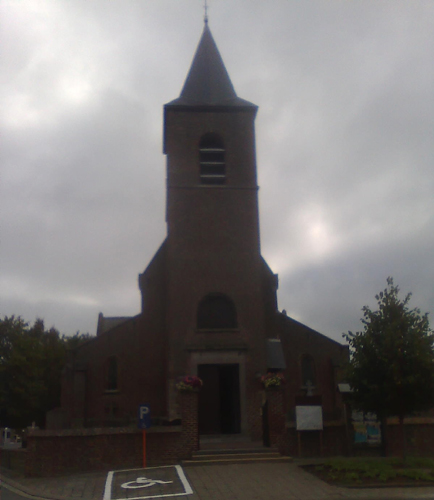
L'église de Ottergem vue de face
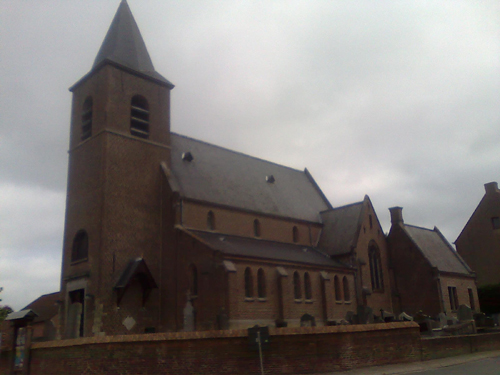
L'église de Ottergem vue latérale
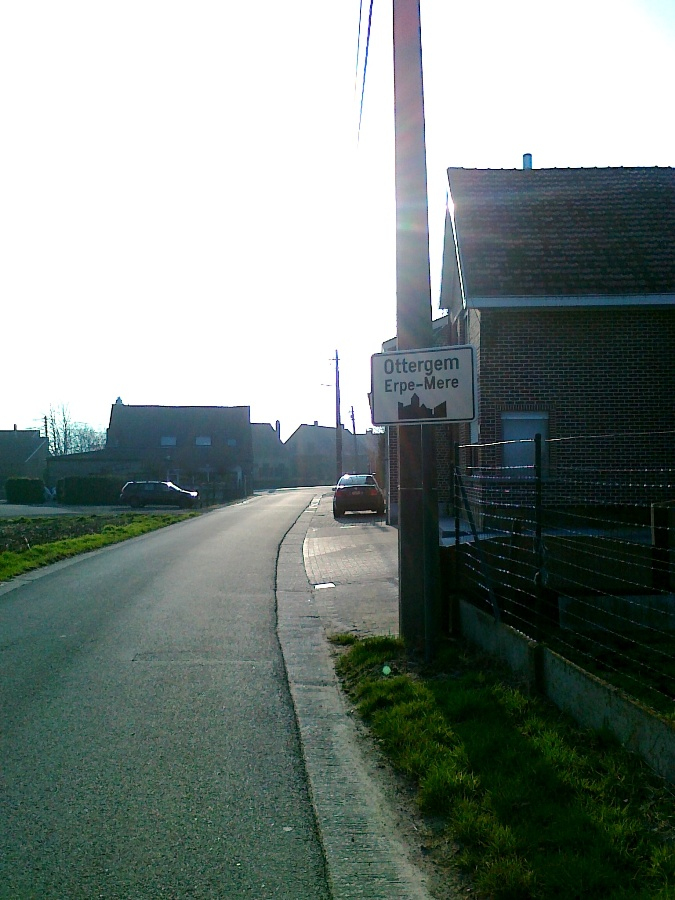
Le commencement de l'agglomération d'Ottergem
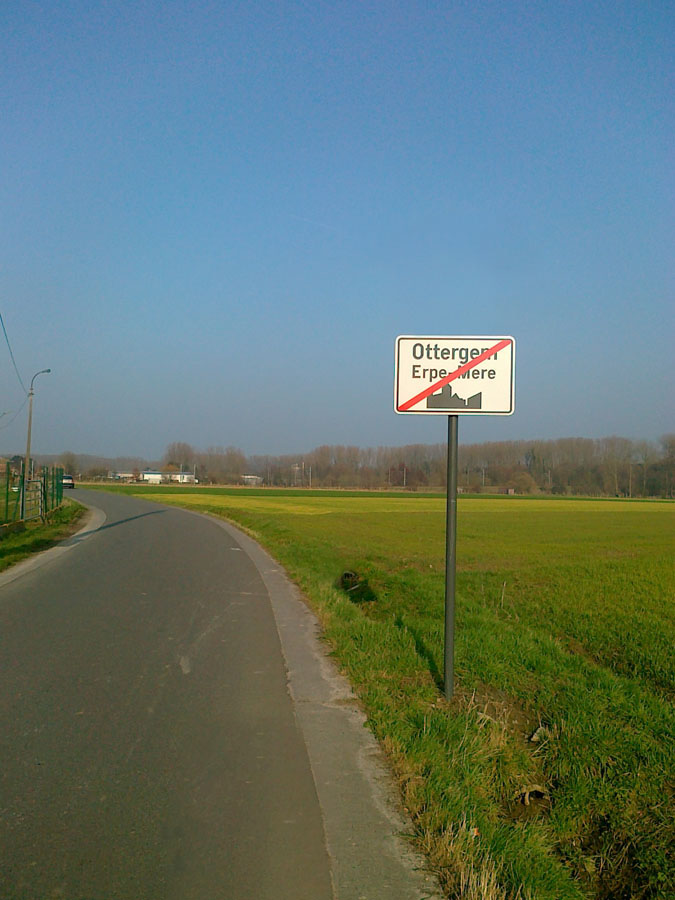
La fin de l'agglomération d'Ottergem